# لوني راندولف
لوني راندولف (بالإنجليزية: Lonnie Randolph)‏ هو سياسي أمريكي، ولد في 7 أغسطس 1949. نشط حزبياً في الحزب الديمقراطي. وقد انتخب عضو مجلس ولاية إنديانا.